# Antirelativismus
Antirelativismus ist ein in den Geisteswissenschaften uneinheitlich verwendeter Begriff. Während er in der Ethnologie eine recht klar umgrenzte Bedeutung hat, wird er in der Philosophie und anderen Geisteswissenschaften nur gelegentlich verwendet, um sich von relativistischen Strömungen abzusetzen.
- In der Ethnologie und Anthropologie ist die Verwendung des Begriffs des Antirelativismus insbesondere durch Clifford Geertz geprägt. Geertz benutzte den Begriff in dem 1984 erschienenen Aufsatz „Anti-Anti-Relativism“, um Positionen zu bezeichnen, die in chauvinistischer Weise fremde Kulturen gegenüber der eigenen abwerten. Der von Geertz vertretene Anti-Anti-Relativismus will demgegenüber die Gleichwertigkeit verschiedener Traditionen herausstellen. Diese doppelte Konfrontation führt jedoch zunehmend dazu, dass die Neue Rechte den Begriff Anti-Relativismus auch verstärkt als politischen Kampfbegriff entdeckt, mit dem auf dem Hintergrund des sogenannten Kampfes der Kulturen und Weltanschauungen auf eine angebliche Übergewichtigkeit der „linken Wahrheit“ im gesellschaftlichen und wissenschaftlichen Diskurs hingewiesen werden soll, die dazu führe, dass wissenschaftlich relevante ethnologische und anthropologische Forschungsergebnisse ausgegrenzt würden. Diese Relevanz wird nicht nur von der Neuen Linken, sondern auch vom Mainstream der betroffenen Wissenschaften zurückgewiesen.

- Gelegentlich wird der Begriff des Antirelativismus auch verwendet, um sich gegen einen allgemeinen, philosophischen Relativismus zu wenden. Ein so verstandener Antirelativismus vertritt die Thesen, dass es eine von Subjektivität freie Wirklichkeit gibt und dass für einige Aussagen gilt, dass sie wahr  sind, unabhängig davon, ob  jemand davon überzeugt ist, dass sie wahr sind.

- Schließlich kann der Begriff des Antirelativismus auch verwendet werden, um sich gegen die Relativierung eines bestimmten Gegenstandsbereichs – wie der Ethik, Ästhetik oder Geschichte – zu wenden. In diesem Sinne ist jemand Antirelativist, wenn er auf der Existenz von objektiven ethischen, ästhetischen oder historischen Fakten besteht.

- Neuerdings wird auch die relativismuskritische Position von Papst Benedikt XVI. sowohl von Anhängern als auch von Gegnern seiner Thesen häufig mit dem Begriff Antirelativismus gekennzeichnet.